# Gouvernorat d'Aden
Le gouvernorat d’Aden (en arabe : عدن ʻAdan) est un des vingt-et-un gouvernorats composant le Yémen. Il est constitué de la ville d’Aden.

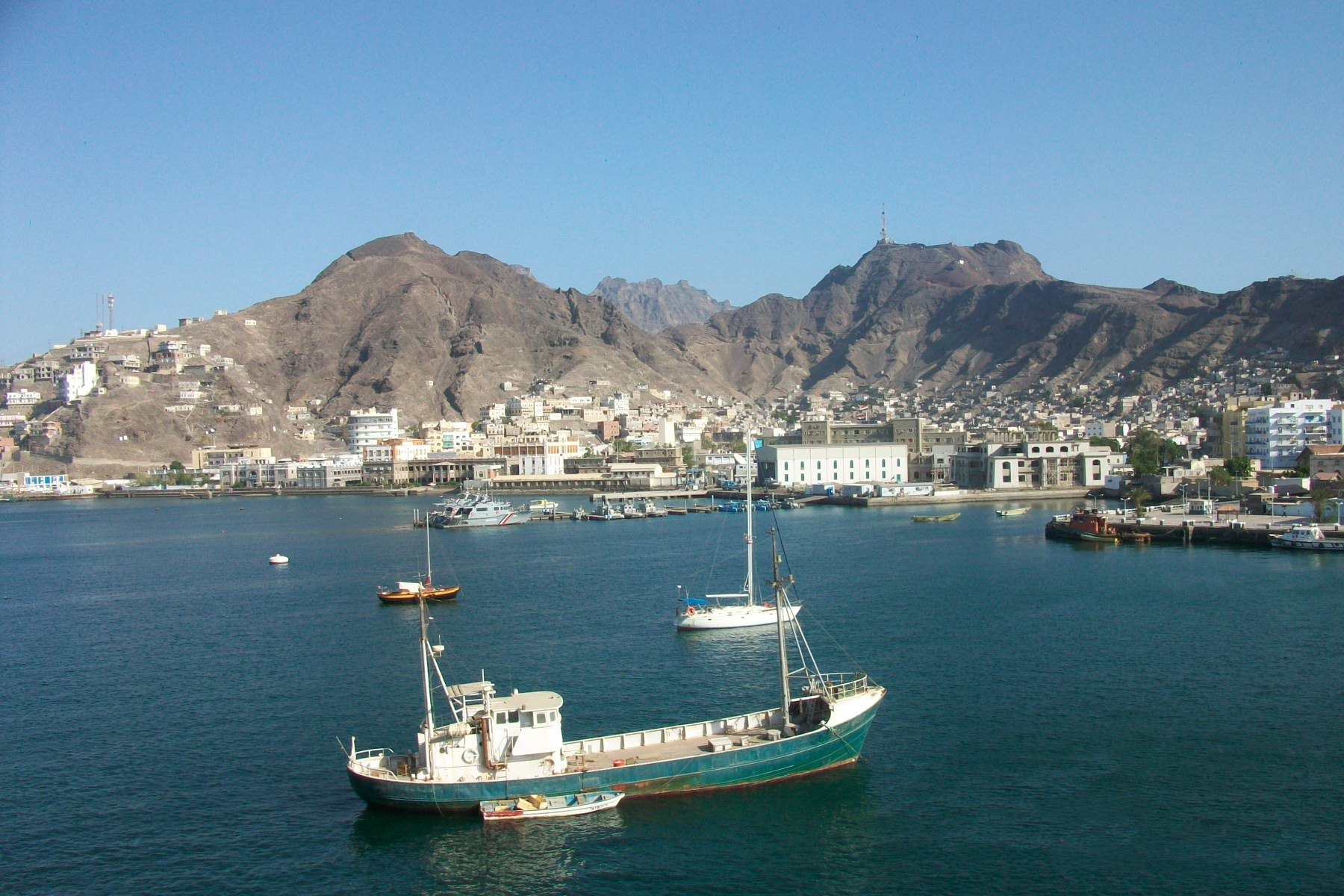
Littoral de Aden, Yémen

Aden était sous protectorat britannique de 1839 à 1967. En 1967, après des années de lutte, Aden et d'autres gouvernorats du sud ont acquis leur indépendance. La ville d'Aden est ensuite devenue la capitale du Yémen du Sud entre 1967 et 1990). En 1990, les deux Yémens, Yémen du Sud et Yémen du Nord ont été réunifiés pour former l'actuelle République yéménite. Aden est désormais la capitale commerciale de la république du Yémen.
L'archipel des Socotra, autrefois partie du gouvernorat d'Aden, est rattaché au gouvernorat d'Hadramaout en 2004. Depuis 2013, Socotra forme un gouvernorat séparé.

Carte du gouvernement d'Aden (1990-2004)

## Districts
- District d'Al Buraiqeh
- District d'Al Mansoura
- District d'Al Mouallat
- District d'Ash Sheikh Outhman
- District d'Al-Tawahi
- District du Craiter
- District de Dar Saad
- District de Khour Maksar